# Bradley Fink
Bradley Fink, né le 17 avril 2003 à Cham en Suisse, est un footballeur suisse, qui évolue au poste d'avant-centre.

## Biographie

### En club
Né à Cham en Suisse, Bradley Fink est formé par le FC Lucerne. Il se révèle comme l'un des meilleurs jeunes du club, étant même considéré comme l'un des grands espoirs du football suisse, avant de rejoindre l'Allemagne et le Borussia Dortmund en juillet 2019 afin d'y poursuivre sa formation. Avec l'équipe des moins de 19 ans du club il remporte notamment le championnat de la catégorie lors de la saison 2021-2022.
Le 17 août 2022, Bradley Fink fait son retour en Suisse, s'engageant au FC Bâle pour un contrat de quatre ans, soit jusqu'en juin 2026.
Fink fait sa première apparition en Super League le 28 août 2022, face au FC Zurich. Il entre en jeu et son équipe s'impose (2-4 score final). Il inscrit son premier but en Super League le 1 octobre 2022 contre le FC Saint-Gall. Il reprend de la tête un centre de Michael Lang et permet à son équipe de l'emporter (3-2 score final).
Le 20 juillet 2023, Bradley Fink rejoint le Grasshopper Zurich sous la forme d'un prêt d'une saison.
Il remporte son premier titre en étant sacré champion de Suisse pour sa participation à la saison 2024-2025. Début juin 2025, il remporte la Coupe de Suisse 2025 avec le club bâlois. Le 27 juin 2025, il quitte le club rhénan et rejoint la League One (la troisième plus haute ligue d'Angleterre).
Fin juin 2025, il quitte le FC Bâle et la Suisse (un an avant la fin de son contrat) et rejoint les Wycombe Wanderers, club anglais qui évolue en League One, il portera le numéro 9, la durée de son contrat n'a pas été précisé,.

### En sélection
Bradley Fink représente l'équipe de Suisse des moins de 19 ans. Avec cette sélection il marque un total de cinq buts en sept matchs joués, tous en 2019.
Fink joue son premier match avec l'équipe de Suisse espoirs le 22 septembre 2022, lors d'un match amical contre le Japon. Il entre en jeu à la place de Filip Stojilković et les Suisses l'emportent par deux buts à un.

## Palmarès

### En club
FC Bâle
- Champion de Suisse
  - 2024-2025
- Vainqueur Coupe de Suisse
  - 2024-2025